# Radviliškis
Radviliškis anhörenⓘ (deutsch Radwilischken) ist eine Stadt in der gleichnamigen Rajongemeinde im Nordwesten Litauens. Sie liegt 14 km südöstlich der Großstadt Šiauliai an der Fernverkehrsstraße A 9 von Šiauliai nach Panevėžys (Teil der Verbindung von Šiauliai nach Vilnius) und ist Eisenbahnknotenpunkt.

## Geschichte
Der Ortsname kennzeichnet die Stadt als Gründung bzw. Eigentum derer von Radvila, einem Geschlecht des litauischen Hochadels. Der Ort wurde erstmals 1529 erwähnt und erhielt 1710 das Stadtrecht.

## Militärstandort
Aktuell sind zwei Einheiten der litauischen Streitkräfte in Radviliškis stationiert. Es handelt sich dabei zum einen um das Luftverteidigungsbataillon, das zu den Luftstreitkräften gehört. Zeitweise war zudem das Artilleriebataillon Brigadegeneral Motiejaus Pečiulionio in Radviliškis stationiert, bis es 2019 nach Pajūris verlegt wurde. Dieses wurde vom neu aufgestellten Infanteriebataillon Fürst Margiris abgelöst, welches in den kommenden Jahren ebenfalls verlegt werden soll.

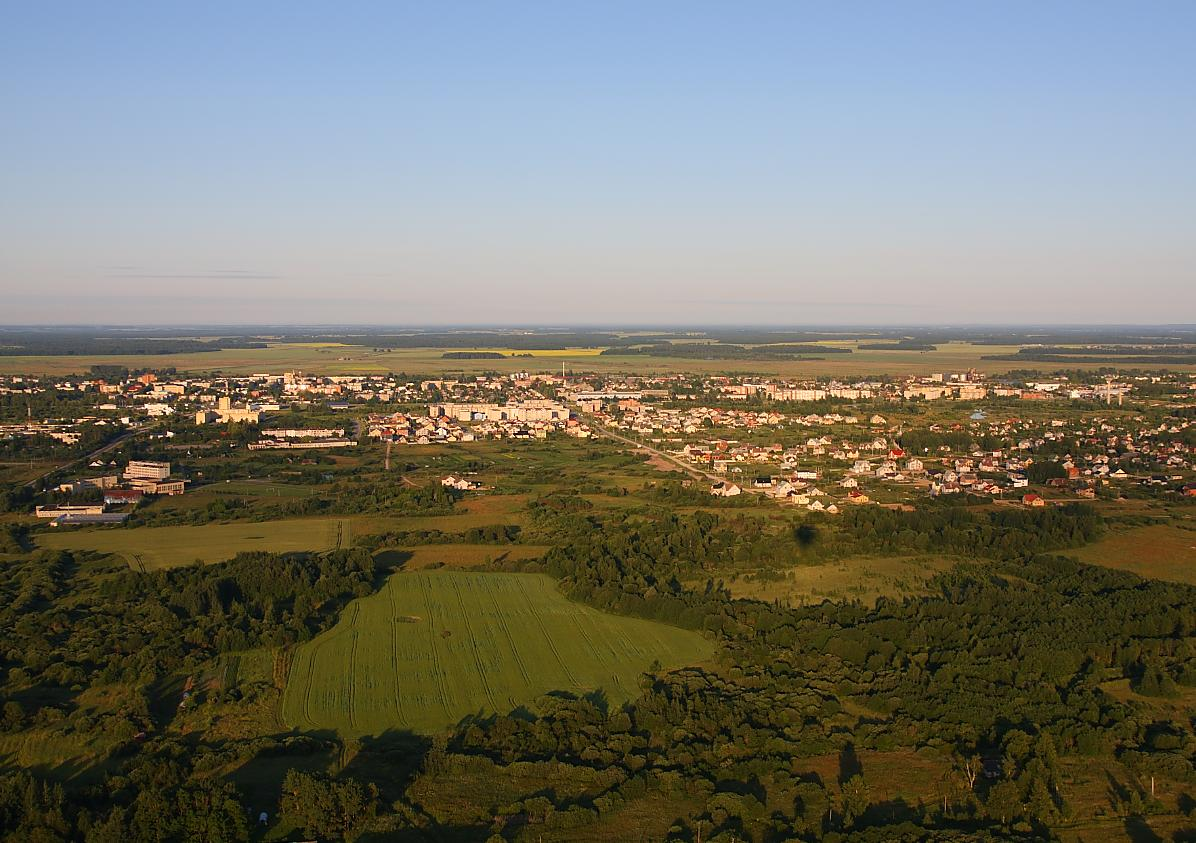
Panorama von Radviliškis

## Verkehr
In der Stadt befindet sich als Zentrum des Güterverkehrs der größte Rangierbahnhof des Baltikums, bei dem Strecken zu den wichtigsten Städten Litauens und Lettlands zusammentreffen. Mit dem starken Rückgang des Eisenbahnpersonenverkehrs in Litauen hat die Bedeutung im Reiseverkehr des Landes deutlich nachgelassen.
Durch die Stadt führt die E 272 von Palanga (nördlich von Klaipėda) über Šiauliai und Panevėžys nach Vilnius, ab Panevėžys unter der Nummer A 2 als Autobahn geführt.

## Gebäude

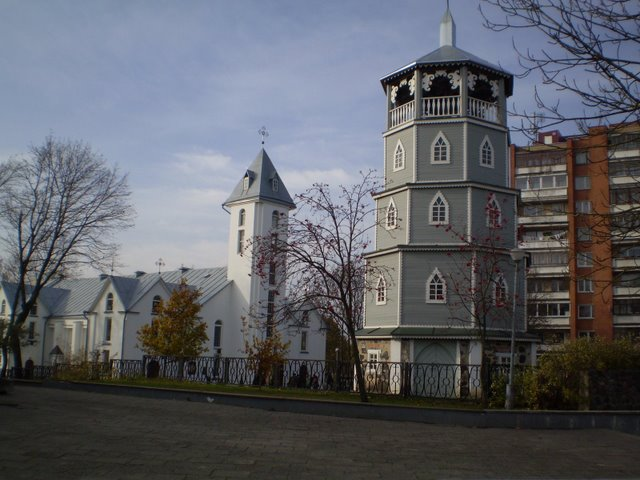
Katholische Kirche der Geburt der Jungfrau Maria mit Glockenturm
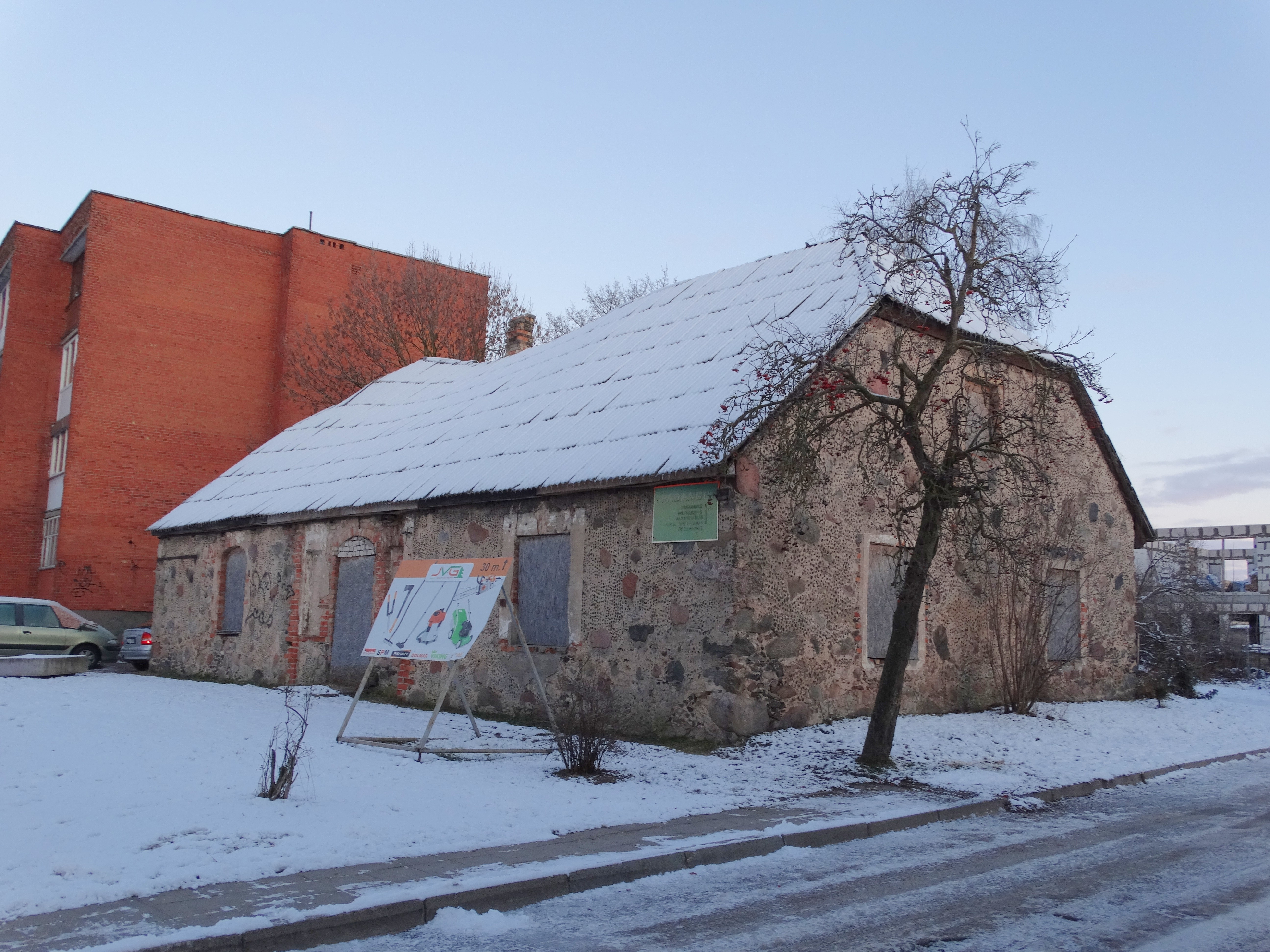
Lutherische Kirche in Radviliškis
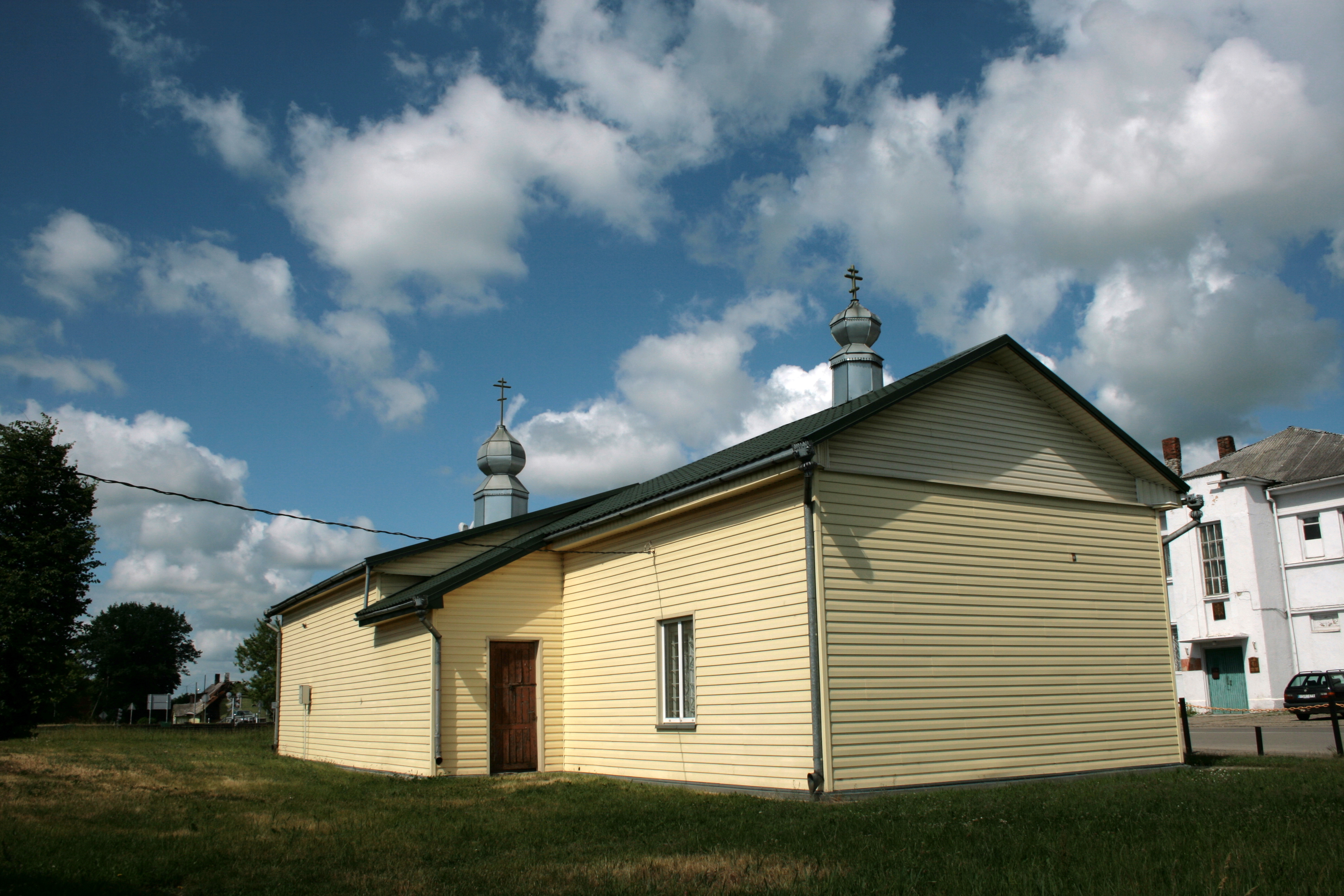
St.-Peter-und-Paul-Kirche der Altgläubigen, erbaut 1881
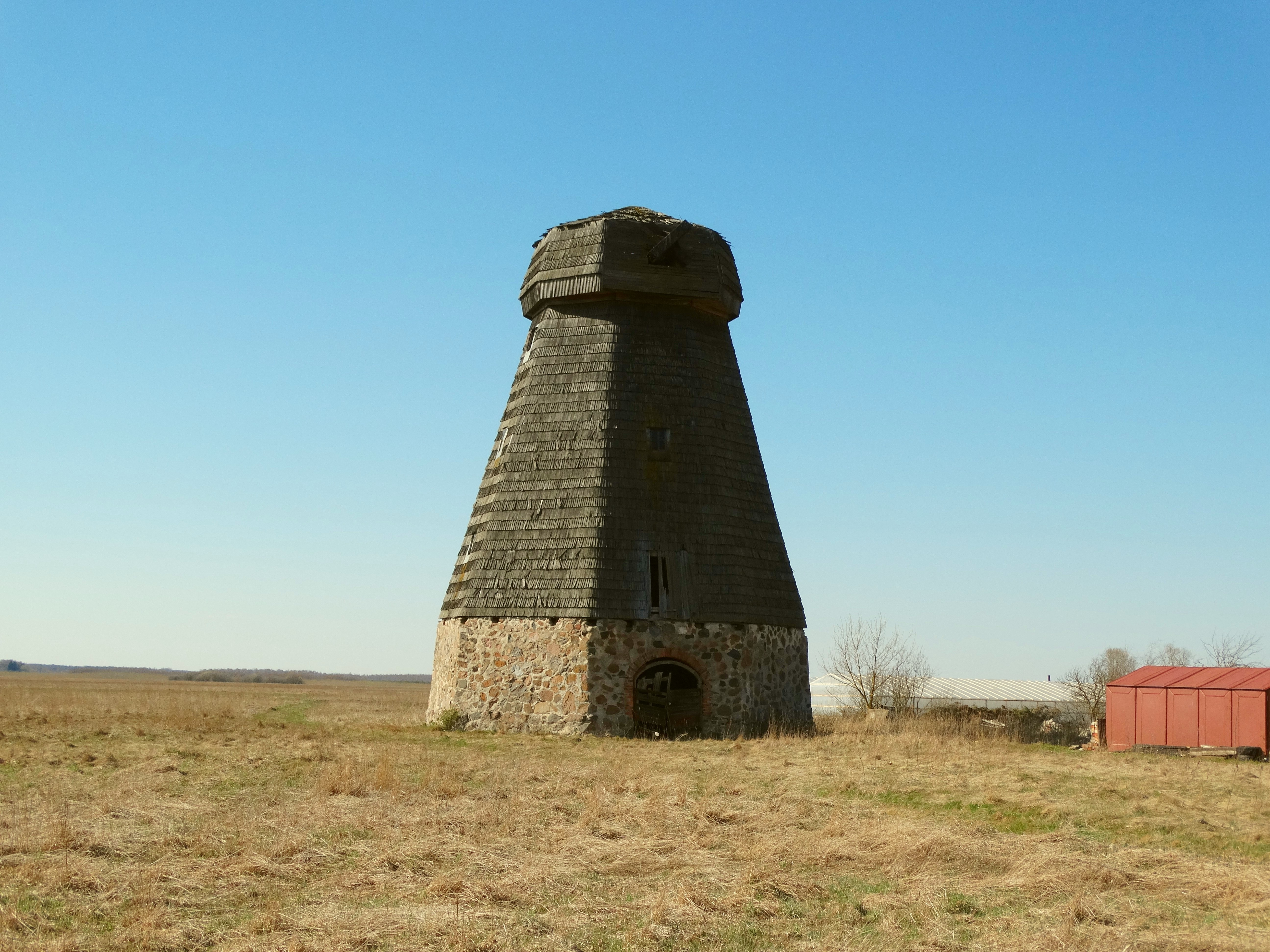
Windmühle in Radviliškis aus dem 19. Jahrhundert
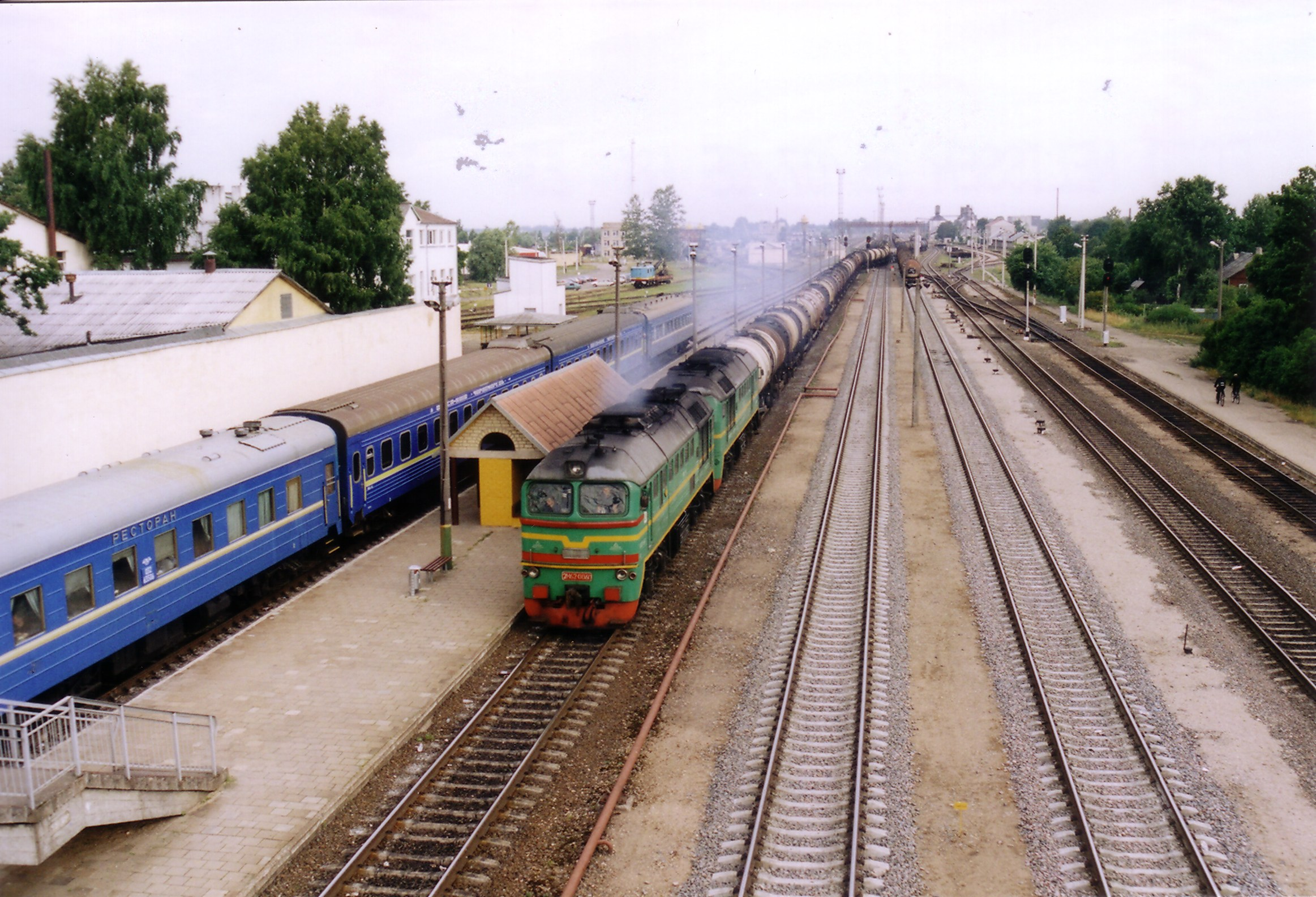
Bahnhof Radviliškis

## Partnerstädte
Mit folgenden Städten besteht eine Zusammenarbeit:
| - Skara, Schweden – seit 1991 - Speyer, Deutschland – seit 1993 - Grodzisk Mazowiecki, Polen – seit 1995 - Lillehammer, Norwegen – seit 1997 | - Valka, Lettland – seit 1999 - Stathelle, Kommune Bamble, Norwegen – seit 2003 - Valga, Estland – seit 2004 - Njaswisch, Belarus – seit 2006 | - Gniezno, Polen – seit 2006 - Karmi’el, Israel – seit 2008 - Uman, Ukraine – seit 2013 |

## Söhne und Töchter der Stadt
- Konstantinas Romualdas Dobrovolskis (1939–2021), Radiologe
- Vytautas Simelis (* 1957), Politiker
- Vytautas Juozapaitis (* 1963), Opernsänger, Politiker und Professor
- Jolita Vaickienė (* 1970), Politikerin
- Mantas Poškus (* 1980), Politiker
- Gidas Umbri (* 2001), italienischer Radrennfahrer

## Nachweise
1. ↑  Website der Stadt (Memento des Originals vom 4. August 2018 im Internet Archive)  Info: Der Archivlink wurde automatisch eingesetzt und noch nicht geprüft. Bitte prüfe Original- und Archivlink gemäß Anleitung und entferne dann diesen Hinweis.
2. ↑  Website von Uman, abgerufen am 8. November 2021